# Królewscy synowie
Królewscy synowie: Powieść z czasów Władysława Hermana i Krzywoustego – powieść historyczna Józefa Ignacego Kraszewskiego wydana po raz pierwszy w 1877 roku, należąca do cyklu Dzieje Polski.
Głównym źródłem historycznym, z którego Kraszewski czerpał materiał była Kronika Galla Anonima.

## Treść
Tytułowymi bohaterami są dwaj przyrodni bracia, synowie księcia Władysława Hermana – Zbigniew i Bolesław. Autor ukazał ich rywalizację na tle panoramy dziejów Polski przełomu XI i XII wieku.
Zbigniew, najstarszy syn Władysława, był owocem nieformalengo związku z kobietą niskiego stanu.
Kiedy Władysław po wygnaniu brata Bolesława Szczodrego nieoczekiwanie zostaje władcą państwa, jest zmuszony odprawić swoją konkubinę, a potomka uznanego za "nieprawego" odesłać do klasztoru, gdzie miał spędzić resztę życia. Zbigniew nie chce się pogodzić ze swym losem i korzystając z niechęci panów polskich do wojewody Sieciecha staje na czele rebelii przeciwko niemu, ale tym samym przeciwko własnemu ojcu.
Postać Zbigniewa, autor ukazuje jako postać negatywną. Jest on ukazany jako człowiek gnuśny i nieudolny, a jednocześnie ambitny i małostkowy, nie wahający się przed żadną podłością, by objąć władzę. Przeciwieństwem Zbigniewa czyni Kraszewski jego przyrodniego brata Bolesława, opisując go jako wzór władcy i rycerza.